# Minska (métro de Kiev)
Minska (ukrainien : Мінська) est une station de la ligne Obolonsko-Teremkivska (M2) du métro de Kiev. Elle est située dans le raïon d'Obolon de la ville de Kiev en Ukraine.
Mise en service en 1982, elle est desservie par les rames de la ligne M2. Le service est arrêté ou perturbé depuis l'invasion de l'Ukraine par la Russie en 2022.

## Situation sur le réseau
Établie en souterrain, la station Minska, est une station, de passage, de la Ligne Obolonsko-Teremkivska (M2) du métro de Kiev. Elle est située, entre la station Heroïv Dnipra, terminus nord, et la station Obolon, en direction du terminus sud, Teremky.
Elle dispose d'un quai central encadré par les deux voies de la ligne.

## Histoire
La station Minska est mise en service le 6 novembre 1982, lors de l'ouverture à l'exploitation des 2,2 km du prolongement de la ligne de Prospekt Korneïtchouka (ancien nom de Obolon) à Heroïv Dnipra, le nouveau terminus nord. Elle est réalisée par les architectes E. Dubinsky, L. Scream et S. Sigalova.

## Services aux voyageurs

### Accès et accueil

Installations
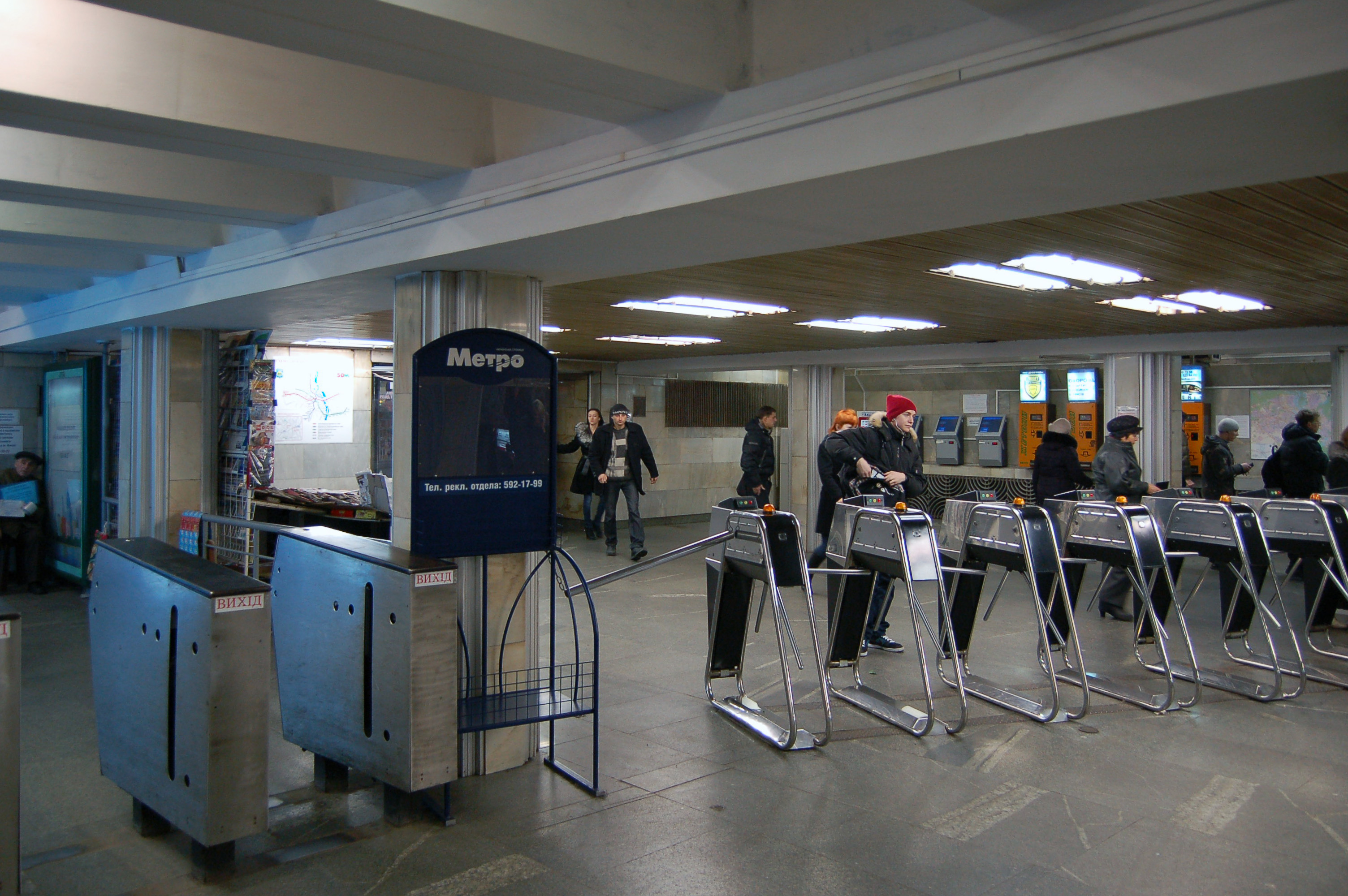
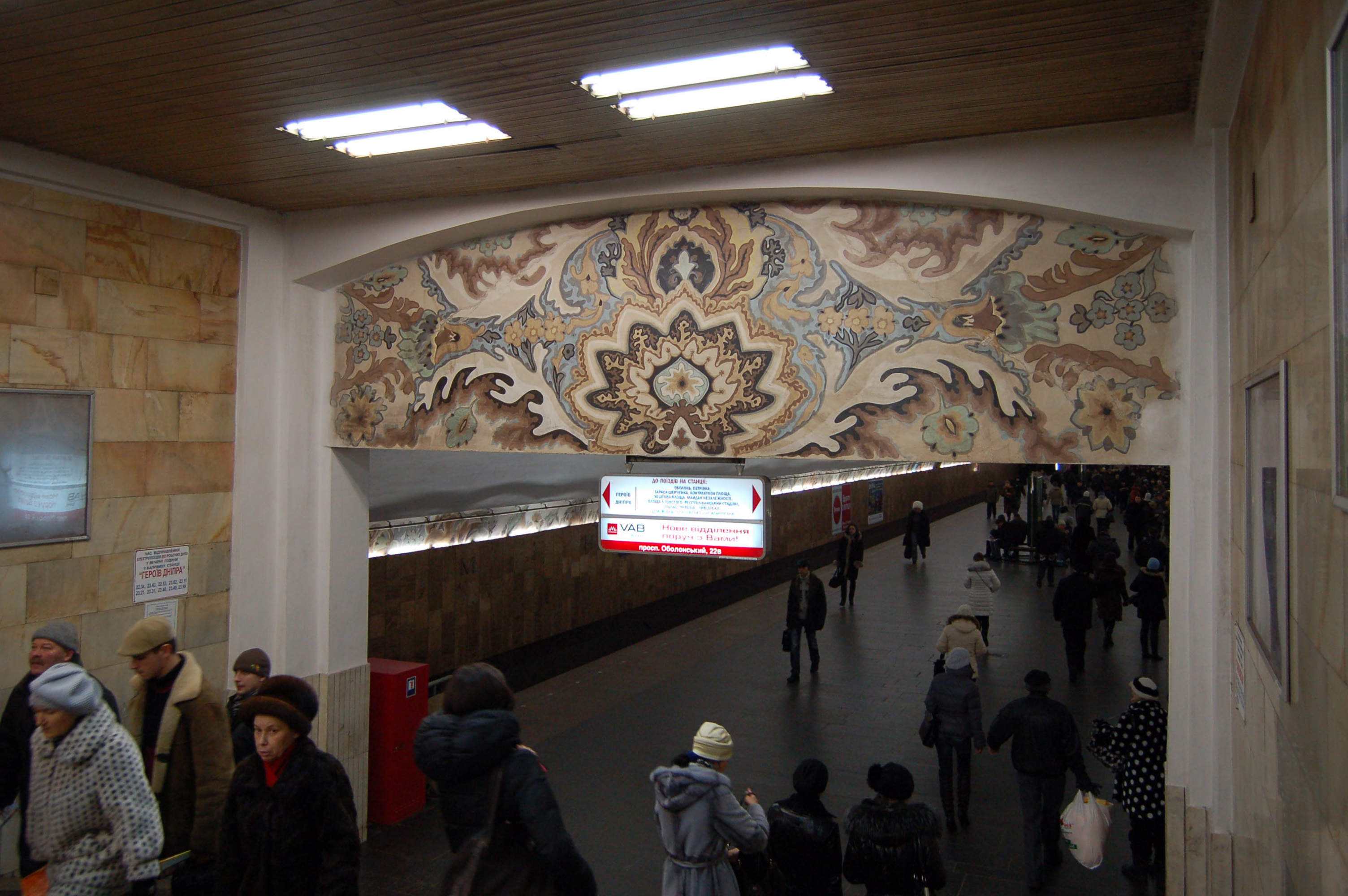

### Desserte
Minska, est desservie par les rames de la ligne Obolonsko-Teremkivska (M2).

Installations et desserte
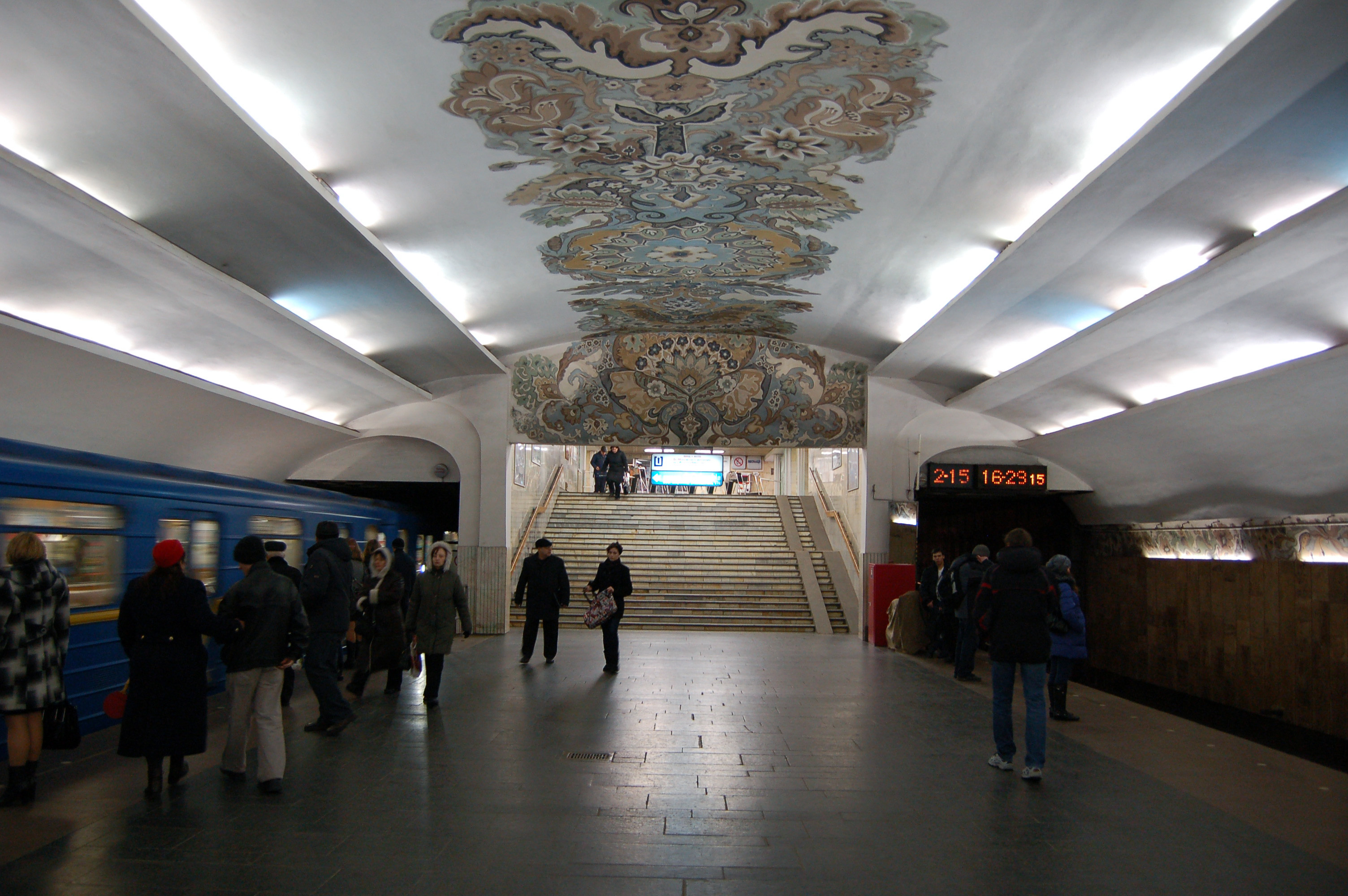
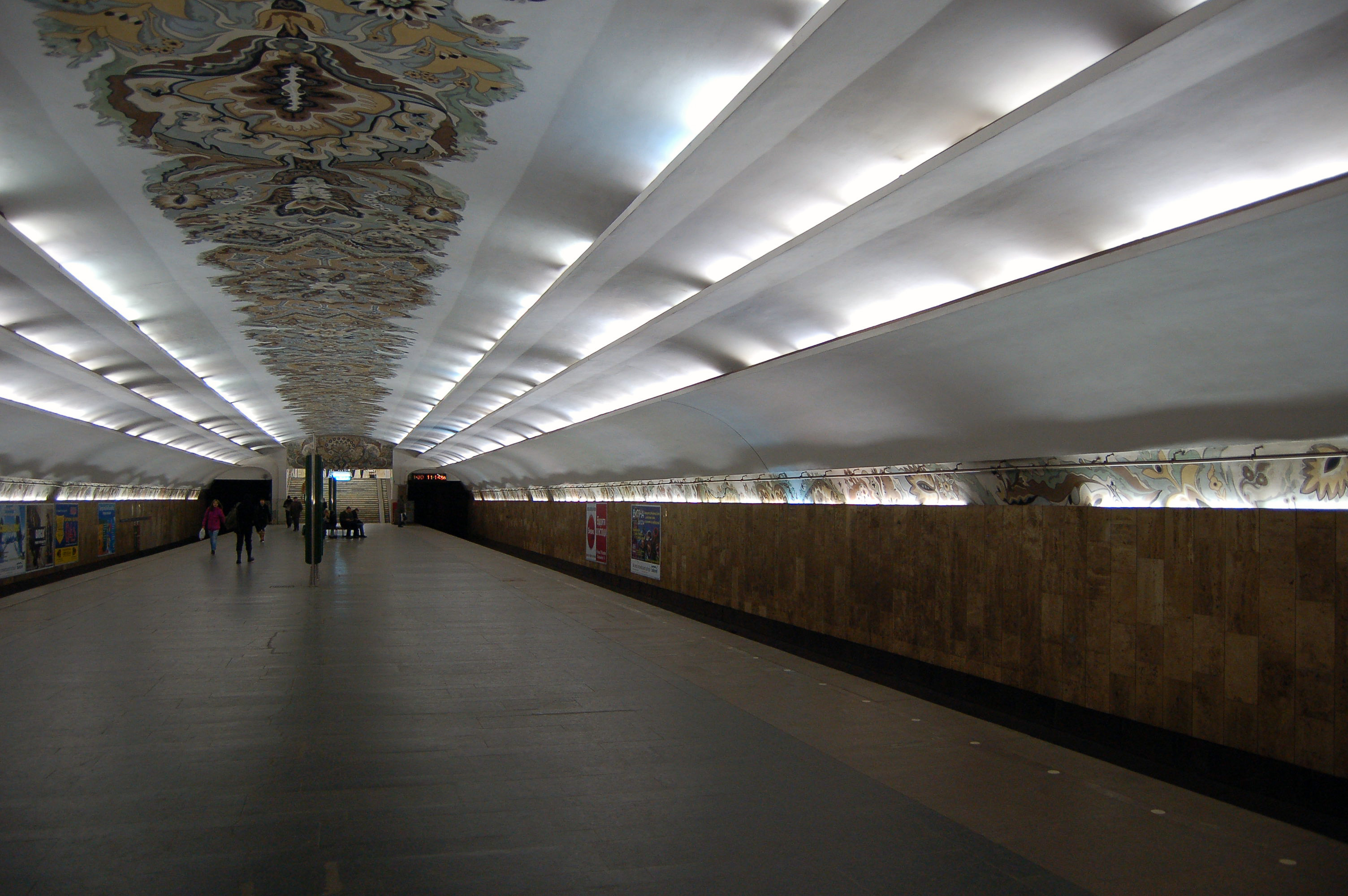
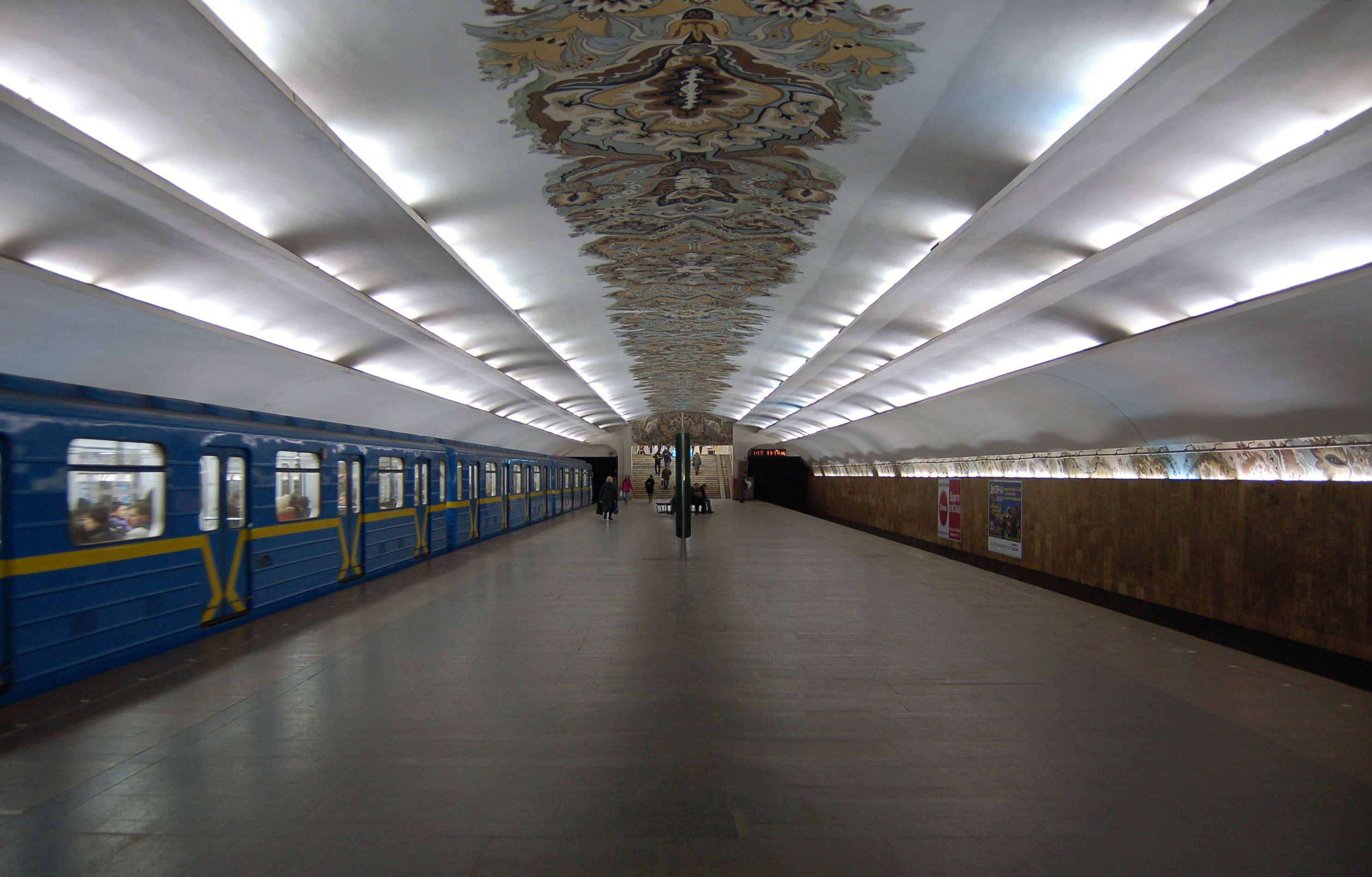